# Liste der Kulturdenkmäler in Giesenhausen
In der Liste der Kulturdenkmäler in Giesenhausen sind alle Kulturdenkmäler der rheinland-pfälzischen Ortsgemeinde Giesenhausen aufgeführt. Grundlage ist die Denkmalliste des Landes Rheinland-Pfalz (Stand: 21. Dezember 2021).

## Denkmalzonen
| Bezeichnung          | Lage | Baujahr                        | Beschreibung | Bild |
| -------------------- | --- | ------------------------------ | --- | ---- |
| Denkmalzone Ortskern | Bergstraße 2, Hauptstraße 16, 21 (nur Wohnhaus), 23 und 25 (nur Scheune), Ringstraße 1 und 3, Wiesenstraße 27, 29 und 31 Lage | spätes 17. bis 19. Jahrhundert | südöstlicher Teil des Ortskern des Haufendorfes mit Quereinhäusern und Streckhöfen des späten 17. bis 19. Jahrhunderts, ortsbildprägend | BW   |

## Einzeldenkmäler
| Bezeichnung | Lage                 | Baujahr                            | Beschreibung | Bild            |
| ----------- | -------------------- | ---------------------------------- | --- | --------------- |
| Quereinhaus | Hauptstraße 17 Lage  | zweite Hälfte des 18. Jahrhunderts | Fachwerk-Quereinhaus, teilweise massiv, zweite Hälfte des 18. Jahrhunderts                                                   | Fotos hochladen |
| Quereinhaus | Poststraße 5 Lage    | zweite Hälfte des 18. Jahrhunderts | Fachwerk-Quereinhaus, teilweise massiv und verschiefert, zweite Hälfte des 18. Jahrhunderts                                  | Fotos hochladen |
| Quereinhaus | Ringstraße 1 Lage    | 18. Jahrhundert                    | ehemaliges Fachwerk-Quereinhaus, teilweise massiv, 18. Jahrhundert                                                           | Fotos hochladen |
| Hofanlage   | Wiesenstraße 27 Lage | frühes 19. Jahrhundert             | Streckhof; Erdgeschoss Backstein, Fachwerkobergeschoss verkleidet, Bruchstein-Nebengebäude, frühes 19. Jahrhundert           | Fotos hochladen |
| Hofanlage   | Wiesenstraße 29 Lage | erste Hälfte des 19. Jahrhunderts  | Hofanlage; Wohnstallhaus, Fachwerkbau, teilweise massiv, erste Hälfte des 19. Jahrhunderts; Fachwerkscheune, 18. Jahrhundert | Fotos hochladen |
| Quereinhaus | Wiesenstraße 31 Lage | 17. bis frühes 19. Jahrhundert     | ehemaliges Fachwerk-Quereinhaus (oder Wohnstallhaus?), teilweise massiv, 17. bis frühes 19. Jahrhundert                      | Fotos hochladen |